# François Cogné
Pour les articles homonymes, voir Cogné.
François Victor Cogné, né le 10 août 1876 à Aubin (Aveyron) et mort le 9 avril 1952 à Paris,  est un sculpteur français.
Il est l'auteur de maints portraits officiels.

## Biographie
François Cogné expose au Salon des artistes français et y obtient en 1900 une mention honorable puis en 1921 une médaille de bronze. En 1929, il y présente les bronze Buste de Mussolini, Buste de Clemenceau et Buste du Maréchal Foch.
Parmi ses œuvres réputées, on distingue le Monument à Georges Clemenceau de l'avenue des Champs-Élysées à Paris et le modèle de la borne de la voie de la Liberté. 
Après avoir été le sculpteur officiel de Clemenceau, Joffre et Lyautey, sous le régime de Vichy il devint celui de « l'État français » et réalisa le portait officiel de son chef, le maréchal Pétain. Ainsi, celui-ci l'autorisa à faire éditer son buste destiné à remplacer celui de Marianne dans toutes les mairies, écoles et tribunaux de France.
Il dessina un modèle de vase à l'effigie de Pétain (reproduit par Pasquier, op.cit.) dans le cadre de la diffusion de son image au titre de la propagande politique orchestrée par le régime.
En novembre 1941, il refuse de faire partie du « voyage d'études » des artistes français en Allemagne initié par Joseph Goebbels. 
La vente de son atelier eut lieu le 16 juin 1961 à Paris à l'hôtel Drouot[réf. nécessaire].

## Œuvres

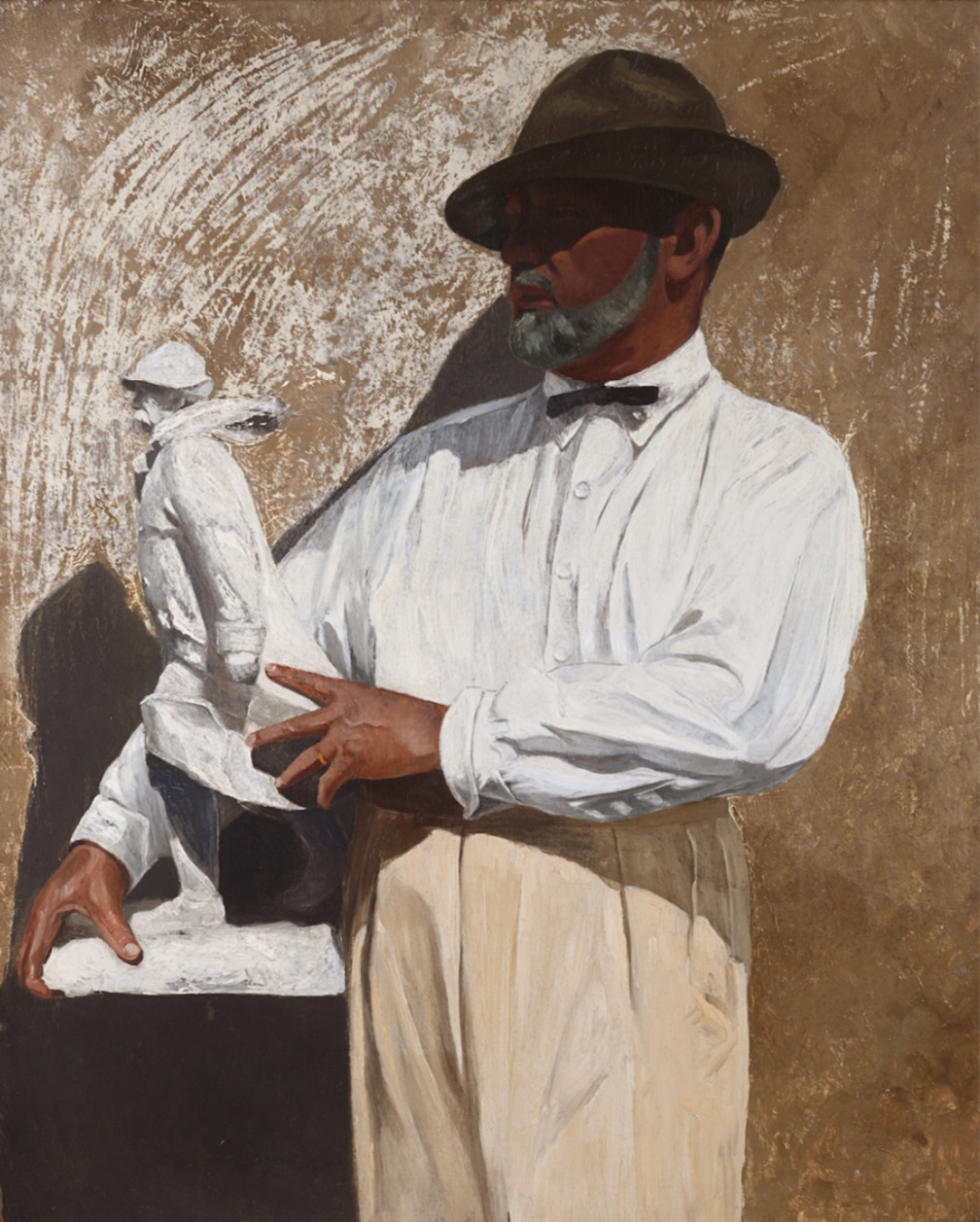
François Cogné, Autoportrait avec son modèle en plâtre de la statue de Georges Clemenceau, vers 1932.

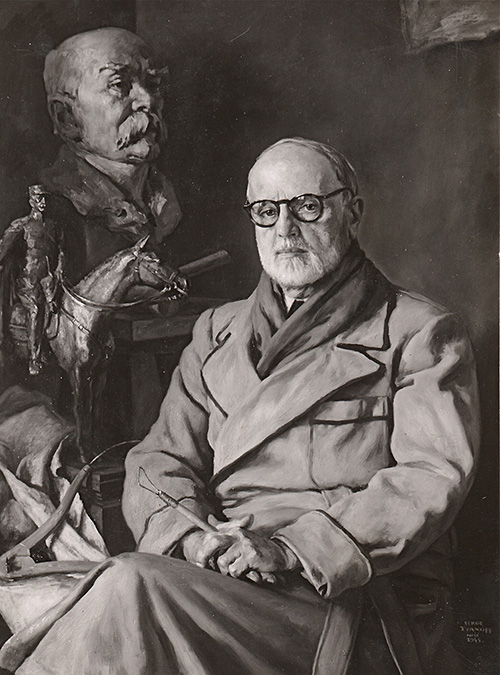
Portrait de François Cogné par Serge Ivanoff, Paris, 1945.

Outre le modèle de la borne de la voie de la Liberté, on lui doit :
- la décoration sculptée du pavillon du Brésil de l'architecte Franz Van Ophem, lors de l'Exposition universelle de Bruxelles de 1910 ;
- la Statue en pied du maréchal Pétain, effigie en pied destinée à remplacer la statue de Marianne dans les mairies. Selon l'usage républicain, le choix de cette substitution de symboles fut laissé à l'appréciation des maires[6] ;
- le Monument à Georges Clemenceau, 1932, statue en bronze, Paris, place Clemenceau[7]. Des réductions ont été éditées en terre cuite[8] ;
- Le Maréchal Joffre, buste en céramique[Où ?] ;
- le Monument aux morts de Lamarche, 1921[9].
- le Monument à Georges Mandel, érigé en bordure de la route nationale 7 entre Fontainebleau et Nemours, orné du même médaillon représentant son profil que celui de sa tombe au cimetière de Passy à Paris ;
- le Buste de Mussolini exposé en 1929[Où ?] ;
- le Monument aux morts du lycée Carnot à Paris ;
- le Monument de la famille Caillaux, en marbre blanc, avec des pleureuses habillées à l'antique, à Paris au cimetière du Père Lachaise (54e division),
- le Monument à Joseph Gallieni érigé dans les locaux du Prytanée national militaire de La Flèche ;
- le Monument au maréchal Lyautey à Casablanca, après 1934, statue équestre en bronze[10] ;
- le Monument au maréchal Lyautey à Nancy, devant l'ancienne gendarmerie, statue en bronze.
- le Monument au maréchal Lyautey à Paris, place Denys-Cochin.
- la statue du baron Haussmann, à l'angle de la rue de Laborde et du boulevard Haussmann, à Paris.
- des bas-reliefs ornant des façades d'immeubles parisiens, notamment à Montmartre[réf. nécessaire].
- statue du prince Albert Ier de Monaco) (1951), jardins Saint-Martin à Monaco.
- Buste en bronze de Serge Ivanoff, Paris, 1945[11].

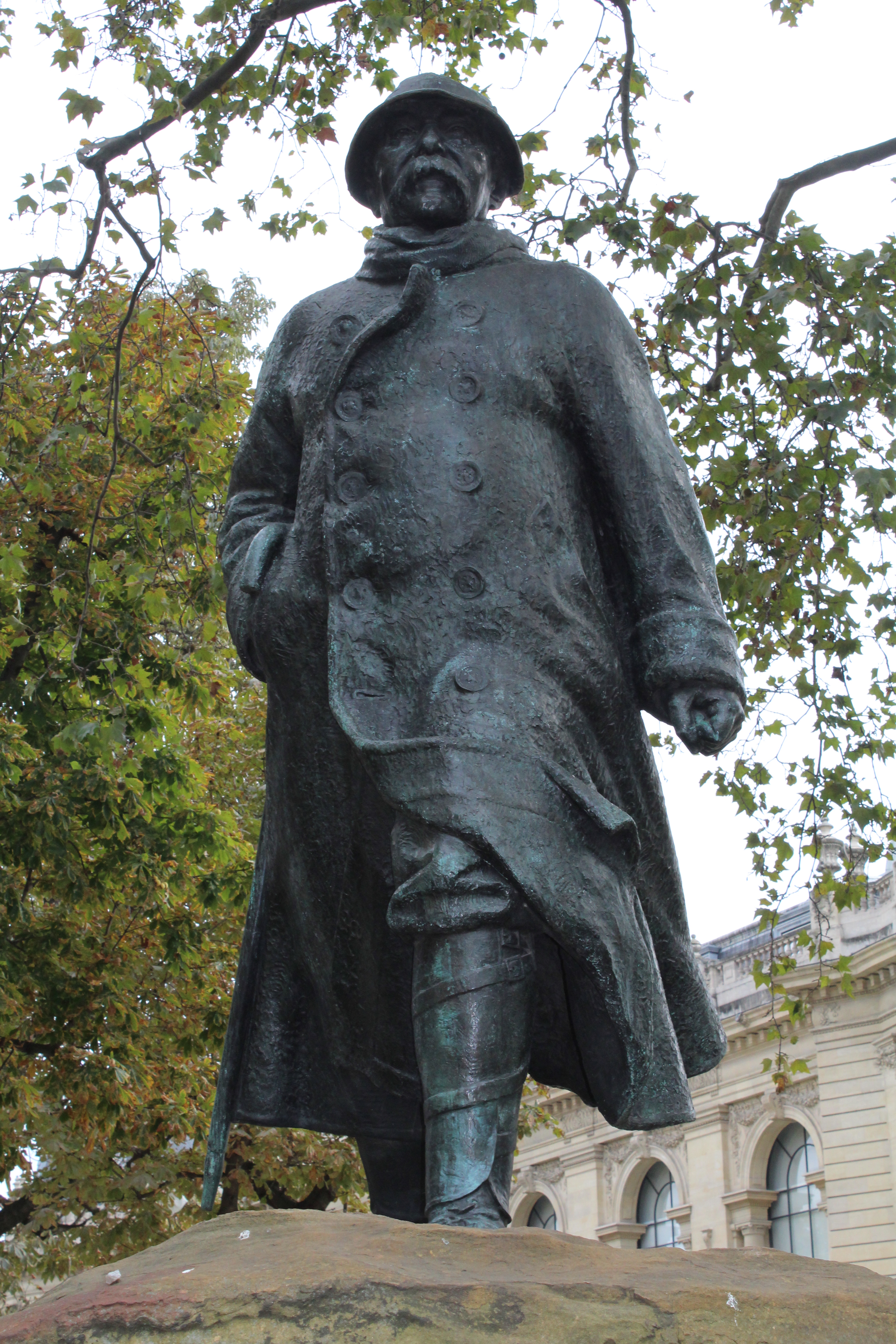
La statue de Clemenceau.
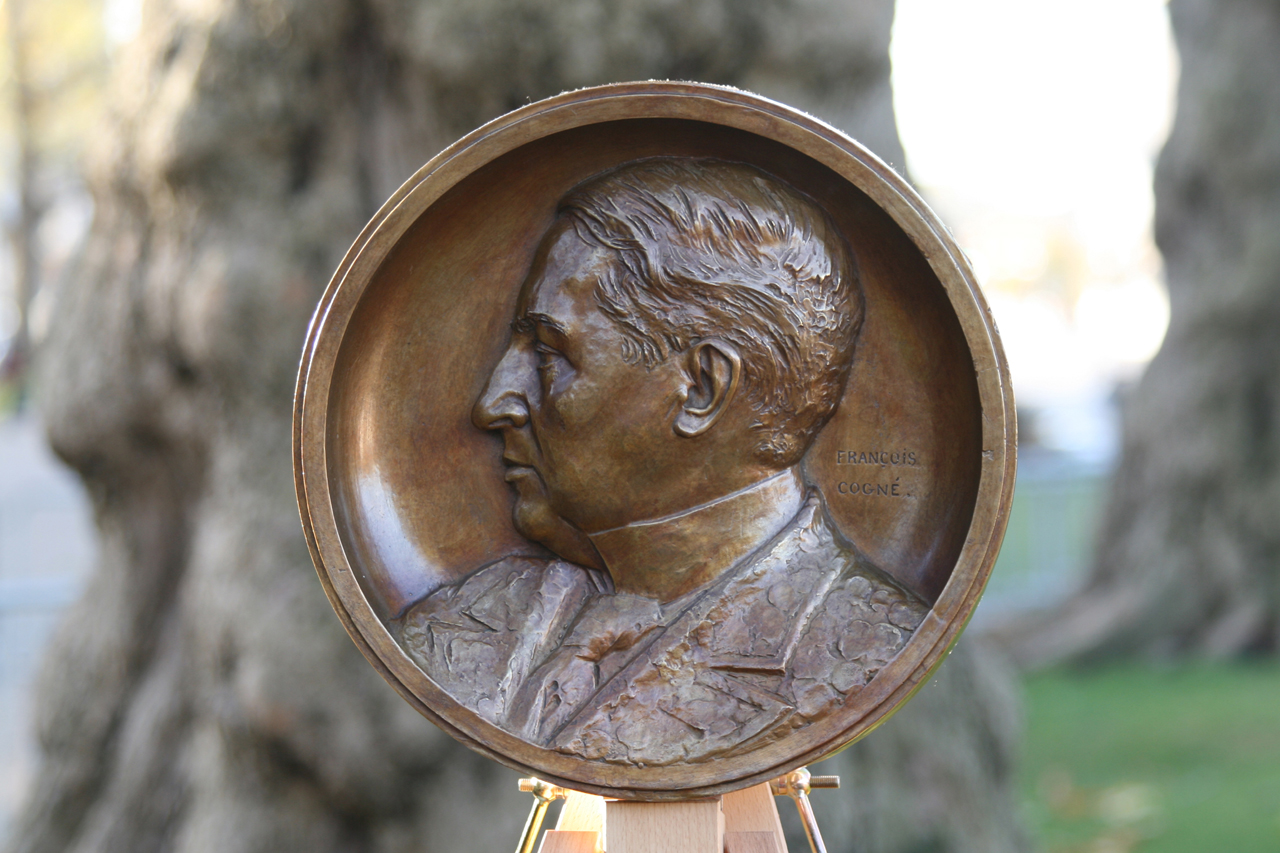
Médaillon à l'effigie de Georges Mandel.
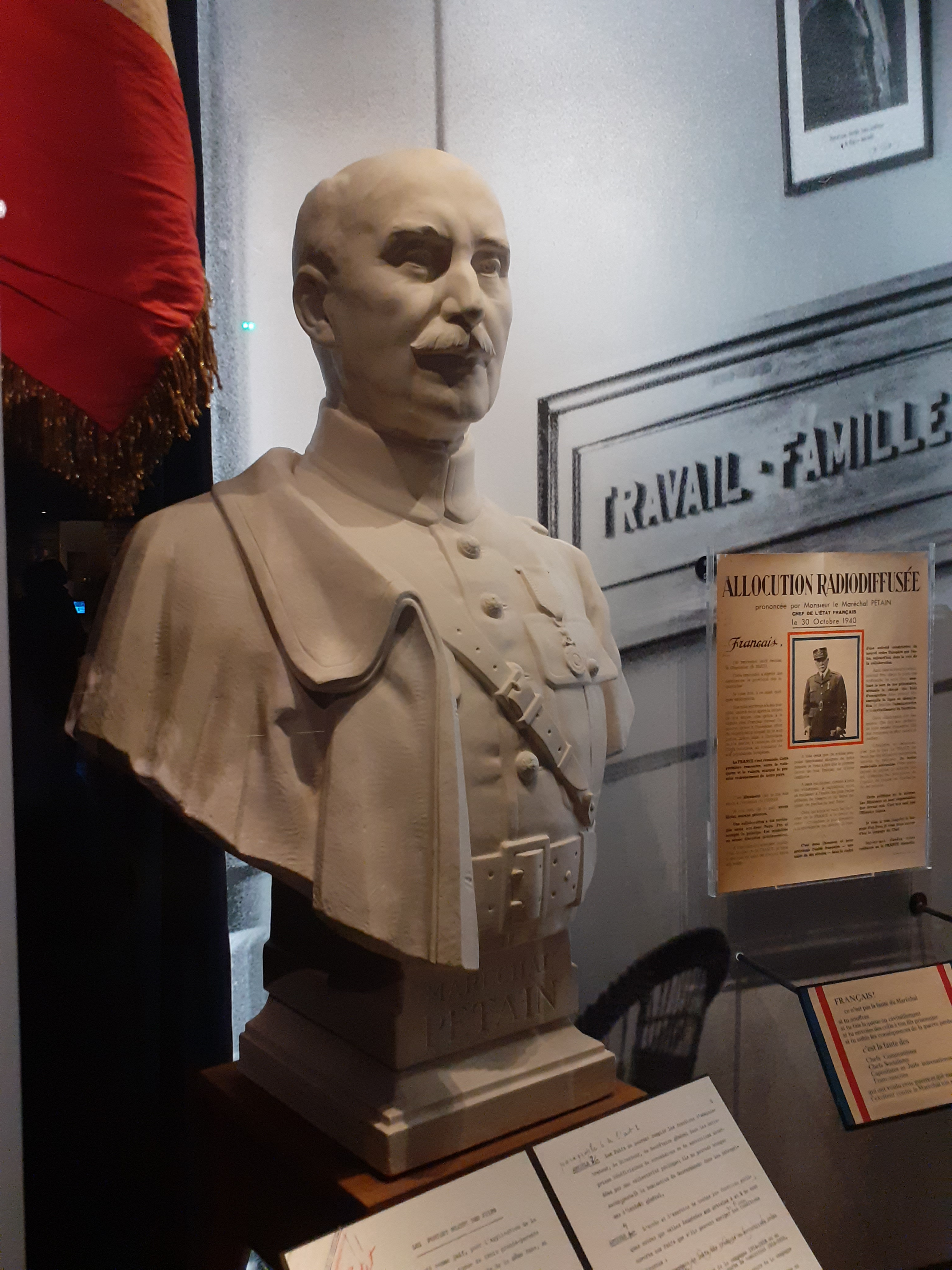
Buste de Pétain au Mémorial de Caen.

## Distinctions
- Commandeur de la Légion d'honneur en 1936[12].
- Titulaire de l'ordre de la Francisque[13].

## Iconographie
- Agence de presse Meurisse, François Cogné, 1931, photographie.